# Floating Life
Floating Life (Fu sheng) es una película dramática australiana de 1996 dirigida por Clara Law sobre una familia de Hong Kong que se traslada a Australia. La película fue seleccionada como candidata australiana a la Mejor Película en Lengua Extranjera en la 69.ª edición de los Premios Óscar, pero no fue aceptada como nominada.

## Trama
Una pareja de ancianos de Hong Kong se muda a Australia con sus dos hijos menores. Se quedan con una hija que ya ha comenzado una carrera exitosa. Mientras tanto, su hija mayor vive en Alemania y su hijo mayor permanece en Hong Kong. La película explora las diferentes formas en que los miembros de la familia enfrentan el aislamiento y la alienación.

## Elenco
- Annette Shun Wah como Yen Chan
- Annie Yip como Bing Chan
- Anthony Wong como Gar Ming
- Edwin Pang como el Sr. Chan
- Cecilia Fong Sing Lee como la Sra. Chan
- Toby Wong como Yue
- Toby Chan como Chau
- Julian Pulvermacher como Michael, el marido de Yen
- Bruce Poon como Cheung, el marido de Bing
- Celia Irlanda
- Darren Yap

## Difusión
La película fue lanzada en videocasete por Cineplex Odeon y Universal en Canadá.  La película fue lanzada en DVD en 2006 por Kanopy para uso institucional australiano limitado.

## Recaudación
Floating Life recaudó 141.398 dólares en taquilla en Australia.

## Otras informaciones
Fue la primera película australiana presentada para ser considerada para un premio en los Oscar en lengua extranjera.

## Premios
- 1996: Festival Internacional de Cine de Locarno Leopardo de Plata (Clara Law)
- 1996: Festival de Cine Golden Horse Premio Golden Horse (Mejor banda sonora original: Davood A. Tabrizi )
- 1996: Festival Internacional de Cine de Gijón Mejor Dirección (Clara Law)
- 1996: Gran Premio Asturias Festival Internacional de Cine de Gijón (Mejor Largometraje: Clara Law)
- 1997: Gran Premio delFestival Internacional de Cine de Mujeres de Créteil (Clara Law)